# Evania muelleri
Evania muelleri är en stekelart som beskrevs av August Schletterer 1889. Evania muelleri ingår i släktet Evania och familjen hungersteklar. Inga underarter finns listade i Catalogue of Life.